# I dieci comandamenti (film 1956)
I dieci comandamenti (The Ten Commandments) è un film del 1956 diretto da Cecil B. DeMille, remake dell'omonimo film del 1923 dello stesso regista. È un adattamento cinematografico del secondo libro del Pentateuco: il Libro dell'Esodo.
È interpretato da Charlton Heston, Yul Brynner, Anne Baxter, Edward G. Robinson, John Derek, Yvonne De Carlo, Vincent Price, Nina Foch e altre celebrità dell'epoca.
È un colossal che narra la storia di Mosè, il bambino ebreo salvato dalla madre a seguito di un massacro voluto dal faraone, che, adottato dalla sorella di quest'ultimo, divenne principe d'Egitto e, dopo aver scoperto le sue vere origini, decise di abbandonare la sua vita di lussi e agi e, in seguito, dopo aver affrontato il faraone Ramesse II, suo acerrimo nemico sin dalla gioventù, liberò il suo popolo dalla schiavitù. La trama della pellicola è desunta, oltre che dal Libro dell'Esodo, anche dal Midrash, dal Corano e dai testi di Giuseppe Flavio.
Il film fu distribuito nel circuito cinematografico statunitense il 5 ottobre 1956.

## Trama

### Prima parte
Egitto, XIII secolo a.C.. Gli ebrei, schiavizzati dagli egiziani, costruiscono monumenti in onore del faraone Ramesse I. Il sovrano è preoccupato perché gli astrologi di corte lo hanno informato della presenza di una nuova stella, ritenuta malefica non tanto perché profetizza l'arrivo di un popolo nemico, come pensa il faraone, ma perché profetizza che un singolo uomo porterà l'Egitto alla distruzione. L'astro maligno annuncia la nascita di un Liberatore, mandato da Dio sulla Terra, per liberare il popolo israelita dalla morsa egiziana. Il comandante degli egizi consiglia al faraone di sterminare gli schiavi, ma questi non lo ascolta, perché gli israeliti sono per lui una fonte di ricchezza. Se il Liberatore è fra i neonati, è meglio uccidere soltanto loro. I piccoli ebrei vengono così sterminati dalle guardie del faraone, sotto gli occhi terrorizzati e addolorati delle povere madri. Yochebed, una schiava ebrea, accompagnata dalla figlia Miriam, si reca presso il fiume Nilo portando con sé un cesto che contiene suo figlio che intende salvare dallo sterminio e abbandona sul fiume, chiedendo alla piccola Miriam di seguirlo per vegliare su di lui e scoprire dove la corrente lo trascinerà.

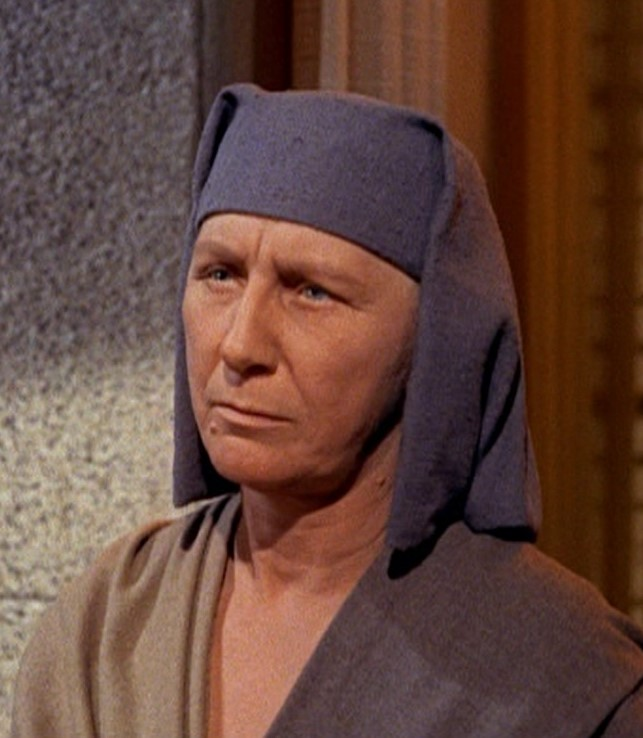
Memnet, interpretata da Judith Anderson

Intanto, un gruppo di giovani donne gioca sulle rive del fiume, nelle vicinanze di un enorme palazzo. Fra esse spicca la principessa Bithia, figlia di Ramesse I, da poco rimasta vedova del marito e incapace di generare figli perché sterile. Mentre le ragazze vengono rimproverate da Memnet, una schiava di palazzo, Bithia si allontana per andare a nuotare e intravede in lontananza il cesto che galleggia, che apre e vi trova il bambino; credendo che il Nilo abbia voluto così esaudire le sue preghiere, lo porta a riva e lo mostra a Memnet. Bithia decide di adottarlo: anche se Memnet glielo sconsiglia fermamente perché il faraone ha ordinato di sterminare tutti i neonati ebrei, Bithia fa giurare alla schiava che non dirà nulla e dà al bambino il nome di Mosè, colui che è stato "salvato dalle acque".
Il piccolo cresce e diventa adulto, e arriva a trionfare sugli etiopi, affiancato da Ramesse, figlio del faraone Seti I, sovrano saggio e illuminato, succeduto a Ramesse I, il quale dovrà scegliere o Ramesse o il nipote Mosè (a sua insaputa, figlio adottivo della sorella Bithia) come proprio successore, anche se molti ritengono che voglia eleggere il secondo, considerato da lui più capace di governare. A inasprire la contesa alla successione si aggiunge un'altra questione: la bella e seduttiva Nefertari, una giovane principessa molto cara a Seti, che sarà la promessa sposa del futuro faraone. Entrambi sono attratti dalla sua bellezza, ma Nefertari corrisponde alle attenzioni di Mosè, che spera di sposare e del quale è innamorata, e non alle lusinghe di Ramesse, che invece non sopporta e disprezza.
Seti lamenta tuttavia di non avere una città dove poter conservare i beni ricevuti dagli etiopi, dato che Ramesse non è riuscito a costruirla. Il principe cerca di giustificarsi dando la colpa agli schiavi ebrei che non hanno voglia di servirlo, fiduciosi nell'arrivo del Liberatore. Seti decide allora di dare l'incarico della costruzione a Mosè, mentre a Ramesse ordina di scovare il Liberatore, vero o finto che sia.
A Gessen gli schiavi lavorano incessantemente, senza avere nemmeno il tempo di bere un sorso d'acqua. Dall'alto di un'impalcatura il giovane e forzuto Giosuè, lo spaccapietre, scolpisce l'effigie del faraone e quando si accorge della presenza della sua amata Lilia, la graziosa e gentile portatrice d'acqua, corre velocemente ad abbracciarla. Appare intanto un losco figuro, Dathan, il caposorvegliante: è un ebreo rinnegato, ora al servizio del faraone, temuto da tutti, specialmente da Lilia, che si sente da lui osservata troppo maliziosamente. Dathan si dirige quindi verso Ramesse e accetta il suo compito di trovare il Liberatore degli ebrei, con la promessa di grandi doni.

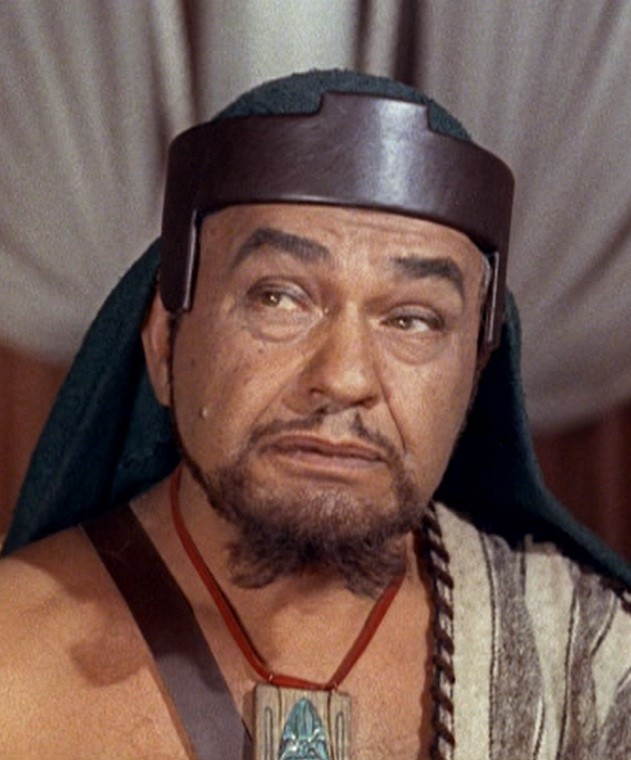
Dathan, interpretato da Edward G. Robinson

Mentre gli schiavi stanno spostando un enorme blocco di pietra per incastrarlo con un altro, tra le donne più anziane, che ungono il terreno con del grasso per rendere più scivolosa la pavimentazione e accelerare i lavori, vi è Yochebed, madre di Mosè, che rimane incastrata con la cintura al blocco di pietra e rischia così di venir schiacciata fra i due massi. Giosuè, richiamato da Lilia, corre in soccorso della vecchia, ma viene fermato dai sorveglianti, a cui Lilia sfugge e corre verso Mosè per chiedere il suo aiuto, conoscendone la magnanimità. Questi decide di aiutarla e si reca sul posto dove rimprovera i sorveglianti per il loro comportamento, e libera la vecchia dalla cintura che la teneva legata al macigno, ignaro che in realtà si tratta di sua madre. Giosuè, benché trattenuto dalle guardie, non esita a lamentarsi davanti al principe per la mancanza di cibo. Mosè accoglie la causa degli ebrei e, guidandoli personalmente, assalta i granai del tempio, donando loro il grano riservato agli dei e ottenendo così il favore e l'appoggio degli ebrei, che lo elogiano per la sua magnanimità.
Tutto questo però suscita le lamentele di Jannes, il gran sacerdote, che si reca dal faraone per raccontargli l'accaduto. Presto si celebrerà il giubileo del faraone, durante il quale verrà scelto il successore di Seti: Jannes consiglia il sovrano di eleggere Ramesse come suo erede, ma il faraone lo rimprovera perché apprezza Mosè per le sue capacità. Ramesse, grazie all'aiuto di Jannes, inculca nel padre il dubbio di un possibile tradimento di Mosè.
Nel frattempo, Mosè è intento a erigere un enorme obelisco in onore del faraone, il quale viene innalzato perfettamente nonostante le tante paure. Mosè viene raggiunto da Seti, recatosi da lui per chiarire la questione accompagnato da Ramesse, e che gli chiede se le accuse mosse contro di lui siano vere o false. Mosè risponde di sì, ma si giustifica mostrando il risultato del suo lavoro: una città bellissima e maestosa, degna di Seti. Il faraone, in visibilio, ordina di scolpire sul marmo, insieme al suo nome, anche quello di Mosè, rimproverando aspramente il figlio Ramesse per aver calunniato il cugino. Ramesse, infuriato per l'umiliazione subìta a causa di Mosè, è determinato e deciso più che mai a togliersi il cugino dai piedi per prendere la corona che gli spetta di diritto e avere una volta per tutte la bella principessa Nefertari tutta per sé.

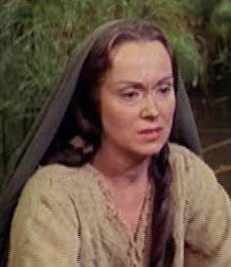
Yochebed, interpretata da Martha Scott

Intanto Nefertari aspetta impaziente il ritorno dell'amato Mosè. Sopraggiunge Memnet, la schiava di palazzo, l'unica, insieme a Bithia, a conoscere il segreto sulla nascita di Mosè. La schiava, non tollerando che un ebreo prenda il posto di Ramesse come futuro faraone, confessa alla principessa la verità sulle origini di Mosè. Nefertari non ci crede almeno fino a quando Memnet non le mostra la coperta levitica che teneva il piccolo quando venne trovato sul fiume Nilo, chiara testimonianza della sua origine ebraica. Nefertari allora teme che se Ramesse ne venisse a conoscenza sarebbe la fine per Mosè, e decisa a salvarlo ad ogni costo, la principessa non esita a chiudere per sempre la bocca di Memnet, gettandola dal balcone, mentre il panno ebraico rimane per terra. Accoglie poi Mosè tra le sue braccia, ma poi scaccia via malamente una schiava che la avvisa della morte di Memnet. Mosè chiede il perché di tale comportamento e rimane stupito quando scorge il panno ebraico. Nefertari cerca di giustificarsi, ma alla fine è costretta a confessare tutto. Mosè, confuso, vuole andare fino in fondo e si reca da Bithia per chiedere spiegazioni, senza però rimediare delle prove convincenti. Mosè allora decide di raggiungere Gessen per incontrare Yochebed, l'unico nome rivelato da Memnet. Bithia riesce a precederlo e ordina alla schiava e ai suoi due figli maggiori, Miriam e Aronne, fratelli di sangue di Mosè, di abbandonare l'Egitto: ma Mosè, senza essere visto, assiste alla scena, avendo così conferma di essere un ebreo e non un egiziano, quindi figlio di poveri schiavi e non di principi, e decide di non rinnegare le sue umili origini e di unirsi alla sua gente, benché commosso dal sincero pianto di Yochebed.
Vestito come uno schiavo, Mosè, lavora come un qualunque ebreo e tocca con mano le sofferenze, i maltrattamenti e la pesante fatica del suo popolo, assistendo a scene orribili. Lilia, la portatrice d'acqua, si avvicina a lui per porgergli un bicchiere: sta quasi per riconoscerlo quando viene interrotta dalla voce di Baka, il capocostruttore, il quale ordina che la fanciulla sia portata nella sua casa per farla diventare sua concubina, nonostante la giovane tenti di opporvisi. Un vecchio schiavo, vista la scena, prega Dio di maledirlo, ma viene colpito da una delle guardie con la sferza e poi, non volendo cedere, colpito a morte da un'accetta, morendo tra le braccia di Mosè, che ne prende il posto.
Nefertari, riconosciutolo, ordina ai sorveglianti di portarlo nella sua nave, avendo bisogno di un rematore. Mosè spiega a Nefertari che non tornerà sui suoi passi perché ha deciso di stare insieme alla sua gente, ma sa che se rimane schiavo, lei dovrà sposare Ramesse, che diventerà così il nuovo faraone. La principessa facendo leva sui sentimenti di Mosè per lei lo convince, dicendogli che se invece diventerà lui l'erede di Seti, potrà liberare gli schiavi una volta salito al trono. Mosè accetta, ma decide di andare prima a salvare la giovane Lilia dalle grinfie di Baka.
Nei pressi della dimora di quest'ultimo, Giosuè appicca il fuoco a un carretto. Le guardie escono per spegnerlo, lasciando Baka da solo con Lilia: Giosuè ne approfitta per entrare nel palazzo e liberare l'amata, colpendo con un pugno il nobile egiziano. Lilia riesce a fuggire, ma Giosuè viene catturato dalle guardie, legato fra due colonne e colpito a sferze dal capocostruttore, resistendo in silenzio. Baka viene però fermato da Mosè, il quale lo uccide e libera Giosuè ma è costretto a scappare precipitosamente perché, se scoperto, sarà condannato a morte. Giosuè crede che Mosè sia il Liberatore e ringrazia Dio, mentre in lontananza si intravede la sagoma di Dathan che ha osservato tutta la scena.
Il giorno dopo, Ramesse e le guardie di palazzo cercano l'assassino. Dathan si presenta al principe e gli rivela tutto in cambio del posto di governatore di Gessen. Ramesse accetta la proposta e scopre con sgomento che il Liberatore è proprio Mosè, il tanto odiato cugino. Lilia diventa infine di sua proprietà, ed è costretta a concedersi a lui in cambio della vita dell'amato Giosuè.

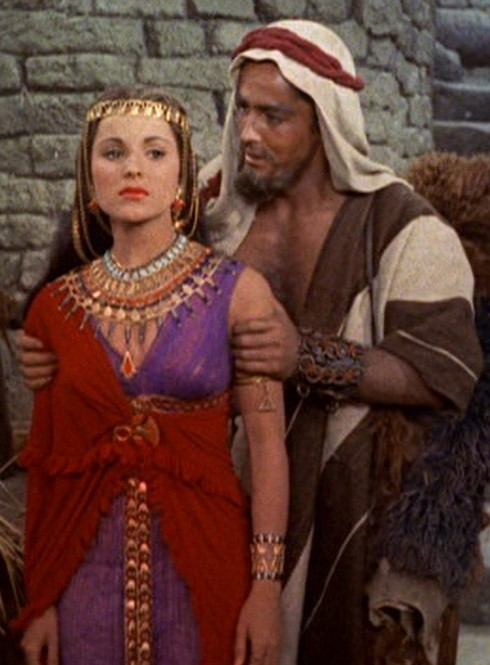
Debra Paget e John Derek (Lilia e Giosuè)

È il giorno del giubileo di Seti e il palazzo è in festa in attesa della scelta che farà il faraone. Ramesse ordina a Pentauro di far entrare il Liberatore degli ebrei, il quale, sotto uno sbalordito e sconvolto Seti, si rivela essere Mosè, condotto in catene davanti al faraone. Mosè rivela la sua identità ebrea e dichiara che non ha nulla contro Seti ma anche che se avesse la possibilità di liberare gli schiavi lo farebbe. Bithia e Nefertari in lacrime cercano di convincere Seti a non condannare Mosè in quanto inconsapevole delle sue origini, ma il faraone affranto per la scoperta, decide lo stesso di condannarlo ad una pena istigata da Ramesse: essere dimenticato per sempre, nemmeno il suo nome dovrà più essere pronunciato. Mosè dovrà essere mantenuto in vita, perché non vuole che Nefertari lo ricordi come un martire, ma piuttosto abbandonato nel deserto, aiutato solo dal fato. Riceve un bastone, il mantello levitico che Yochebed, prima di morire, ha voluto donargli e provviste di acqua e di cibo sufficienti per un solo giorno. Dopo diversi giorni di cammino, stanco, disidratato e assetato arriva finalmente in un'oasi dove può ristorarsi con i frutti di una palma e con l'acqua di un ruscello. Nelle vicinanze, vede alcune ragazze abbeverare il proprio gregge: sono le figlie di Ietro, lo sceicco di Madian, guidate dalla bellissima Sefora, la figlia maggiore. Le ragazze trovano Mosè addormentato vicino ad un cespuglio, e lo portano nell'oasi dei pastori amaleciti, decisi a rubare il gregge. Sefora cerca di difendere le pecore, ma viene colpita, e l'intervento di Mosè che salva le ragazze mette in fuga i ladri di bestiame.

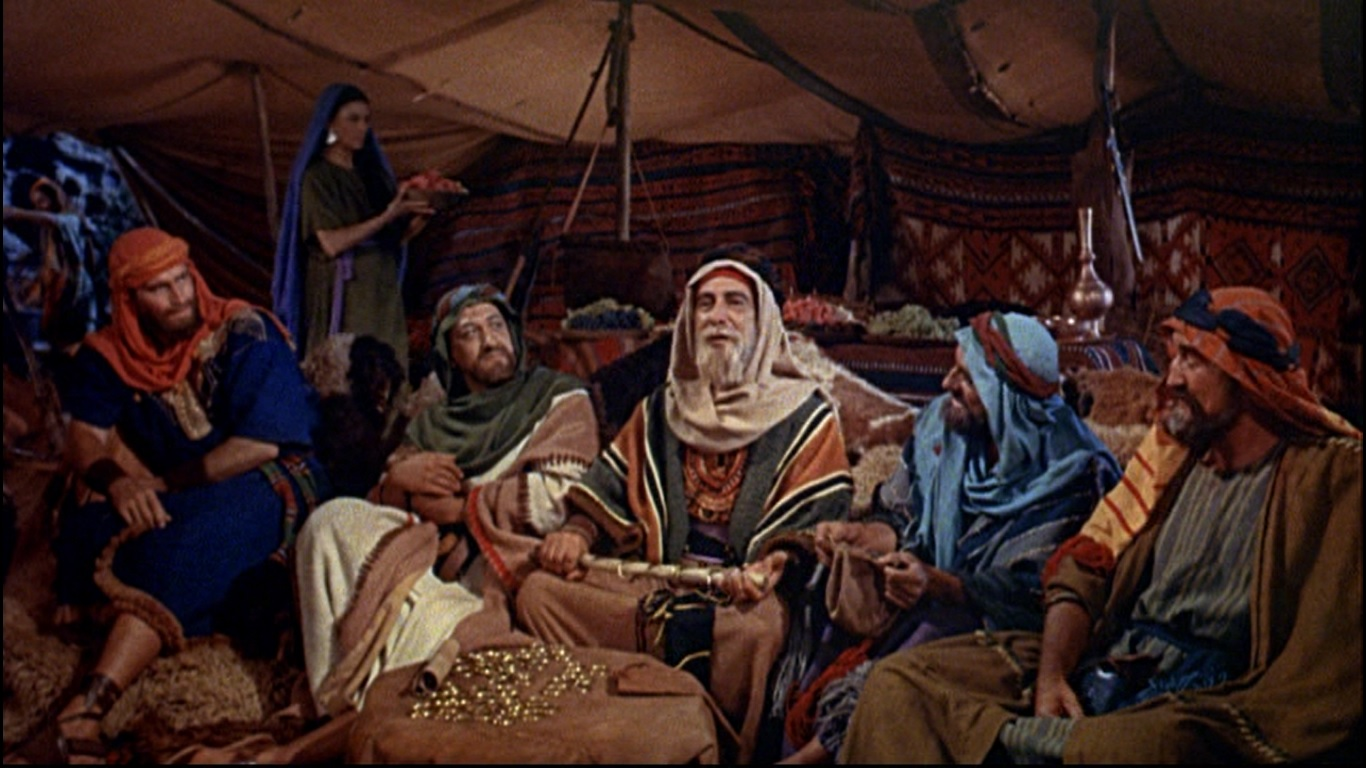
Mosè (primo da sinistra) e Ietro (al centro)

Le ragazze lo portano dal padre che lo accoglie nella sua tenda, e quando Mosè gli rivela la sua identità, questi decide di affidargli un lavoro come pastore. Sefora lo porta al gregge e gli mostra il monte Sinai, la montagna infuocata dove abita Dio. Grazie all'aiuto di Mosè, il gregge di Ietro cresce, e con esso anche il rispetto che il vecchio manifesta verso il giovane, il quale dovrà scegliere come sposa una delle sue figlie le quali, per facilitargli la scelta, danzano per lui: ma Mosè, che conserva ancora nel cuore la figura di Nefertari, non riesce a scegliere e si allontana. Incontrata fuori Sefora, l'unica a non aver partecipato al banchetto e dopo aver parlato con lei rimane colpito dalla saggezza della ragazza e dalla sua forte fede in Dio, e perciò decide di sposare lei. Intanto, il vecchio Seti, ormai morente nel suo capezzale circondato da Nefertari, Ramesse e i sacerdoti reali, pronuncia prima di spirare il nome di Mosè, dimostrando il suo paterno affetto per lui.

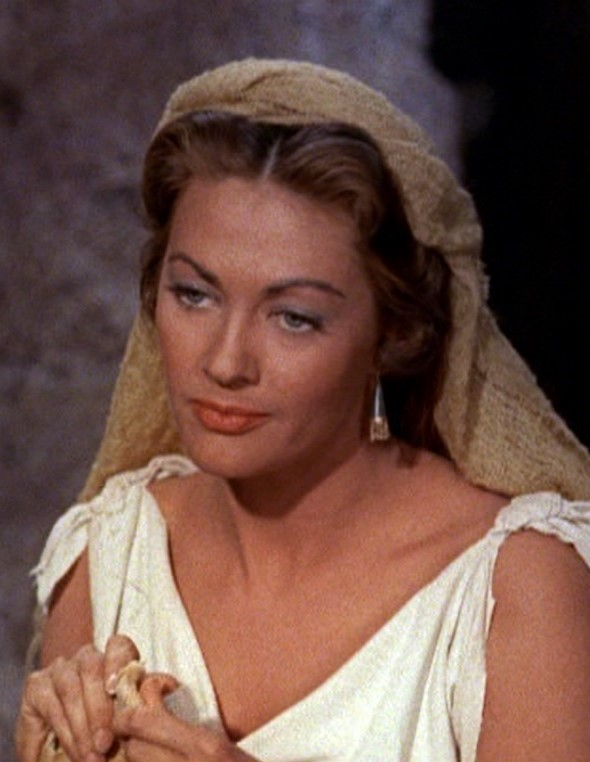
Yvonne De Carlo (Sefora)

Passano gli anni e Mosè vive serenamente alle pendici del Sinai con la moglie Sefora e il figlioletto Gherson. Mentre fa pascolare le pecore, sente i cani che abbaiano: si avvicina e trova un uomo che per sfuggire loro si è rifugiato su una roccia. Si tratta di Giosuè, fuggito dalle miniere in cui era stato rinchiuso. Lo disseta, gli dà da mangiare e chiede di sapere cosa gli sia successo. Mentre parlano nota che in cima al monte si trova una strana luce: un roveto che arde ma senza che il fuoco lo consumi. Decide di andare a vedere e scala il santo monte.
Dal roveto ardente proviene una voce che lo chiama e gli ordina di togliersi i calzari poiché calpesta terra sacra. Mosè obbedisce e si inginocchia, avendo compreso che è Dio a parlare dal roveto. Poi gli chiede come mai non ascolta il pianto del suo popolo in Egitto: il Signore conosce il dolore della sua gente e proprio per questo ha deciso di mandare lui dal faraone, per chiederne la liberazione. Mosè teme di non esserne capace, ma Dio lo aiuterà, dicendogli cosa dire e compiendo prodigi per convincere Ramesse a liberare gli schiavi. Infine gli ordina di tornare sul monte Sinai, dopo essere uscito dall'Egitto con il suo popolo, per ricevere le leggi eterne.
Sefora e Giosuè, rimasti a valle, vedono riapparire Mosè, illuminato in volto, diverso dal solito: adesso Dio è dentro di lui e libererà il suo popolo. Giosuè esulta, affermando che gli ebrei si armeranno e colpiranno gli egiziani. Ma non sarà così, afferma Mosè:
(Mosè)

### Seconda parte
Tornato in Egitto in compagnia del fratello Aronne, Mosè si reca presso la corte del faraone, il quale ha da poco accolto vari ambasciatori dei vari regni vicini all'Egitto. Nefertari riconosce Mosè e si trattiene dall'istinto di abbracciarlo. Quando Ramesse rifiuta la richiesta di Mosè di lasciar partire il suo popolo, quest'ultimo ordina ad Aronne di gettare ai piedi del faraone il suo bastone che istantaneamente si trasforma in un cobra, da cui tutti si allontanano spaventati, tranne Ramesse, che ordina al suo sacerdote Jannes di far lanciare a terra due bastoni: compiendo lo stesso prodigio, anche quei bastoni si tramutano in cobra, che però vengono divorati da quello di Mosè. Ramesse, sorpreso ma per nulla scosso, non solo rifiuta la richiesta di liberare il popolo ebreo ma ordina che gli schiavi da quel giorno in poi fabbrichino i mattoni senza paglia, cosa impossibile senza un prodigio, costringendo dunque Mosè ad allontanarsi dalla corte.
Gli ebrei di Gessen esultano vedendo tornare Mosè e lo acclamano come loro Liberatore, ma quando questi dice che dovranno lavorare di più, Dathan aizza loro a lapidarlo, anche se Mosè non ha paura. Il profeta viene però inaspettatamente condotto da delle guardie dalla regina Nefertari nella sua nave, la quale gli fa comprendere di amarlo ancora e che non crede al suo cambiamento. Mosè però è ormai un uomo di fede, deve servire Dio e non può amare la moglie di un altro, specialmente di colui che opprime il suo popolo: ormai lui appartiene a Dio, al suo popolo e alla sua cara Sefora, e l'amore che prova per lei è qualcosa che Nefertari non riuscirà a comprendere.

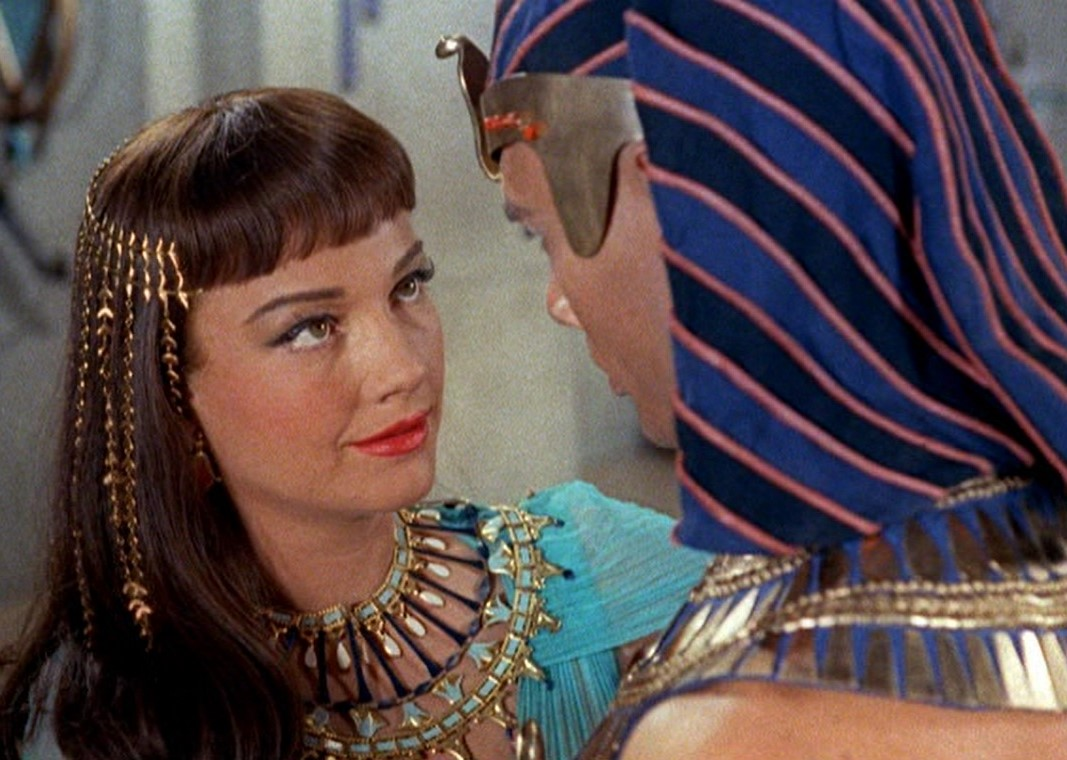
Anne Baxter e Yul Brynner nei ruoli di Nefertari e Ramesse

Le donne israelite cominciano a riempire le loro giare d'acqua, in quanto Miriam ha sentito dire dal fratello che presto l'acqua finirà. Giosuè, tornato a Gessen con Mosè, incontra dopo tanto tempo la sua amata Lilia, diventata concubina di Dathan solo per salvarlo. Giosuè giura che la libererà, ma Lilia, provata dalla vergogna, crede che nemmeno Mosè riuscirà a salvarla dalla schiavitù che la opprime, una schiavitù che le schiaccia l'anima più che il corpo.
Ramesse e i suoi sacerdoti stanno intanto celebrando un rituale in onore del dio Nilo, quando sopraggiungono Mosè e Aronne, i quali annunciano che il Nilo si tingerà di sangue se Ramesse non obbedirà al volere divino. Il sovrano, per nulla scosso, rifiuta nuovamente: Mosè allora ordina ad Aronne di stendere il bastone sulle acque del Nilo che si tingono di sangue, compresa anche quella nell'anfora nelle mani di Ramesse, che rimane sbalordito.
A questo prodigio seguiranno l'invasione delle rane, delle zanzare, delle locuste e delle mosche, lo sterminio del bestiame, le ulcere sugli animali e sugli umani. Il popolo, in subbuglio, chiede la liberazione degli ebrei, ma Ramesse non cede, neanche di fronte a Jannes che lo implora di ascoltare le parole di Mosè e invita il profeta al suo palazzo. Ramesse confessa che queste piaghe l'hanno spaventato in un primo momento, ma alla fine ha capito che erano solo opera della natura e non di Dio. Mosè allora minaccia di punire l'Egitto con due piaghe ancora maggiori: una grandinata infuocata e l'oscurità per tre giorni di seguito, e anche esse avvengono.
Dopo i tre giorni di oscurità, i ministri del faraone si radunano attorno al loro signore chiedendo la liberazione degli ebrei. Ramesse sembra cedere con lo scriba che ha già scritto il mandato che consente agli ebrei di lasciare l'Egitto, ma Nefertari, assetata di vendetta per il rifiuto di Mosè, lo incita a resistere per non dimostrarsi debole di fronte agli altri re e al suo popolo. Mosè viene convocato a palazzo, dove il faraone, dando ascolto alla moglie, calpesta il documento di fronte agli occhi del profeta e dei ministri disperati. A tale vista, Mosè minaccia di punire l'Egitto con un'ultima orribile piaga, talmente orribile da costringere il faraone a mandarli via. Ramesse va su tutte le furie e ordina al profeta di non tornare più da lui. Allorché Mosè si allontana, il faraone ordina poi alle guardie di palazzo di radunare l'esercito perché si facciano fuori tutti i primogeniti ebrei la stessa notte, a cominciare dal figlio di Mosè.
Non volendo che si arrivasse a tanto, Nefertari decide allora di recarsi a Gessen per chiedere a Sefora di fuggire a Madian insieme al figlio, salvandolo dalla morte. Mosè, ignaro di tutto, torna a casa, ma trova solo Nefertari ad aspettarlo: la regina d'Egitto gli spiega l'accaduto, la fuga di Sefora e l'ordine di Ramesse. Mosè è come illuminato: l'ordine del faraone si ritorcerà contro di lui in quanto non saranno i primogeniti ebrei a morire, ma quelli egiziani. Nefertari impallidisce al pensiero che il suo unico figlio morirà e prega Mosè di salvarlo, come lei ha tentato di salvare il suo, ma il profeta è solo uno strumento nelle mani del Signore, e il figlio di Nefertari non può essere salvato perché è anche figlio di Ramesse. La regina, convinta che Mosè non ucciderà suo figlio perché l'ama ancora, se ne va da casa sua e torna a palazzo. Non appena Nefertari esce, Mosè, disperato, implora il Signore affinché plachi la Sua ira. Ciò però non avviene: si salveranno solo i primogeniti le cui case saranno contrassegnate con il sangue di un agnello sull'architrave, compresa Lilia, salvaguardata per lo stesso metodo dall'amato Giosuè. La luce lunare viene ottenebrata da un misterioso fumo verde che forma nel cielo la figura di una mano scheletrica. All'interno delle proprie case gli ebrei celebrano la Pasqua, la festa della liberazione, mangiano pane non lievitato ed erbe amare, mentre tutt'intorno si odono le grida delle madri egiziane e dei loro figli. Bithia chiede e ottiene da Mosè di poter entrare per stare insieme a loro, oltre che di poter partire anche lei insieme agli ebrei; Mosè acconsente, perché chiunque ha sete di libertà può venire con loro.
Dal palazzo reale, Ramesse e i suoi soldati osservano il morbo che si propaga e sale lentamente i gradini del palazzo e avvolgerli. Quando lo stesso primogenito di Pentauro muore agonizzante colpito dal morbo, non prima di aver supplicato il faraone di lasciar partire gli Ebrei, Ramesse comprende che la vita di suo figlio è seriamente in pericolo e corre verso di lui, trovandolo nel letto moribondo insieme alla preoccupata madre e a uno sbigottito medico. Sperando che la libertà degli ebrei basti perché suo figlio rimanga in vita, ordina di far venire Mosè al suo cospetto, e gli comunica che lui e il suo popolo sono liberi. È però troppo tardi: suo figlio è già morto.
Il giorno dopo, gli ebrei suonano i corni esultanti. E fanno subito i loro bagagli, portando con sé i propri animali, le proprie cose, le proprie famiglie, fiduciosi del futuro, sicuri che Dio presto troverà una terra soltanto per loro, e guidati da una processione con in testa il feretro di Giuseppe per riportarlo nella sua terra natia. Intanto, il disperato Ramesse viene riportato alla realtà da Nefertari, e, ora devastato dal dolore e su tutte le furie, ordina all'esercito di prepararsi, determinato a inseguire gli ebrei e a sterminarli uno a uno, e persino a schiacciare Mosè in persona sotto le ruote del suo carro. Nefertari, profondamente rancorosa nei confronti di Mosè, un tempo amato e ora odiato, gli porge la spada e chiede che il profeta venga ucciso con quella lama: Ramesse accetta, ma promette alla moglie che, appena sarà tornato, con quella stessa spada ucciderà anche lei.

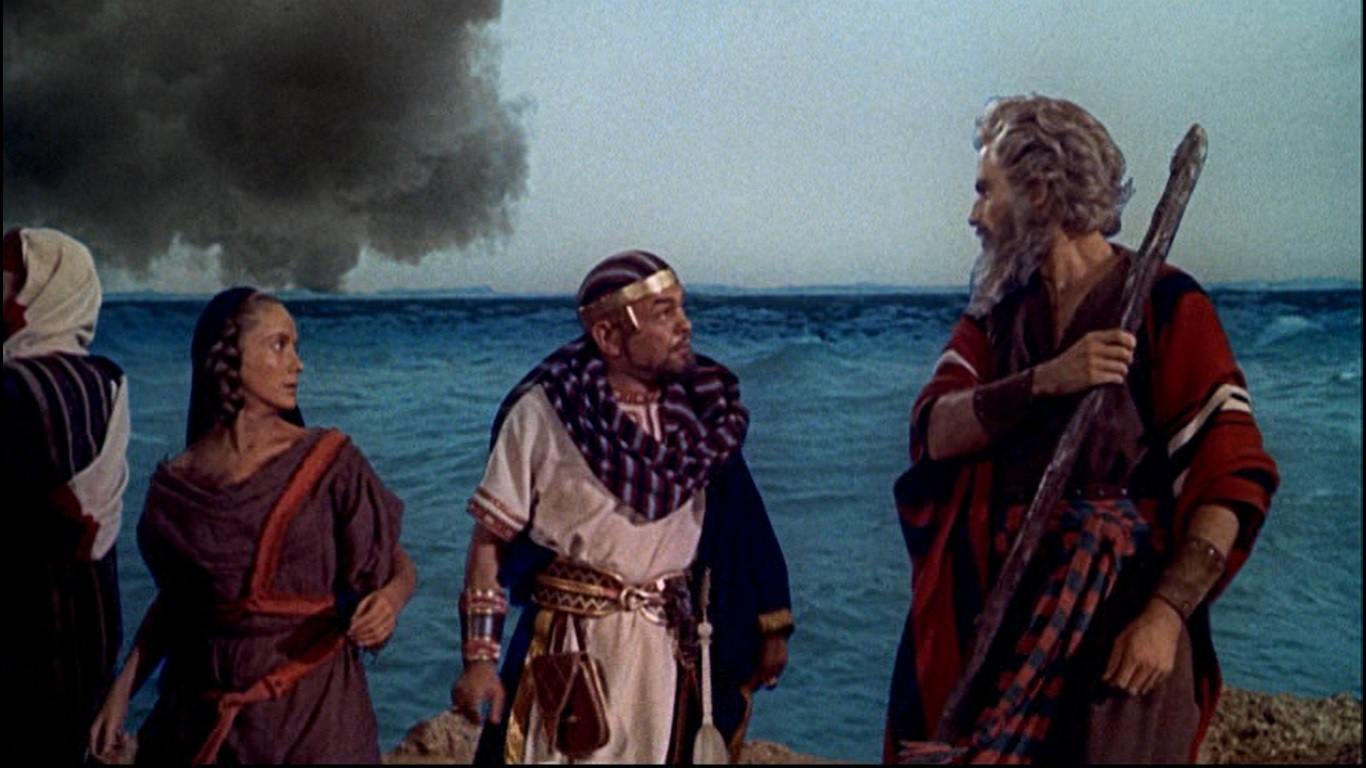
Olive Deering (Miriam), Edward G. Robinson (Dathan) e Charlton Heston (Mosè)

Mentre gli ebrei sono in prossimità del Mar Rosso, Giosuè e Caleb vedono arrivare i carri guidati dal faraone e capiscono di essere in trappola, circondati da un lato dall'esercito, dall'altro dal mare. A sbarrare il passaggio degli egiziani, però, è un enorme muro di fuoco. Approfittandone, Mosè allarga le braccia, e per volontà divina le nuvole si addensano in mezzo alle acque e le dividono in due muraglie, consentendo il passaggio all'altra riva degli ebrei, che superano la loro paura, guidati da Giosuè. Quando il muro di fuoco si spegne, Ramesse ordina ai suoi soldati di muovere contro gli ebrei, prendendosi però Mosè tutto per sé. Le acque però si richiudono, travolgendo l'esercito egiziano, sotto lo sguardo impotente del Faraone. Quando questi ritorna al palazzo, Nefertari aspetta impaziente il ritorno del marito col la spada intrisa del sangue di Mosè; quando, dopo che egli alza il braccio pronto a colpirla, questa gli chiede di mostrarle il sangue di Mosé, il Faraone getta la spada a terra, si siede sul trono accanto alla moglie ed ammette definitivamente la sua sconfitta.
(Ramesse)

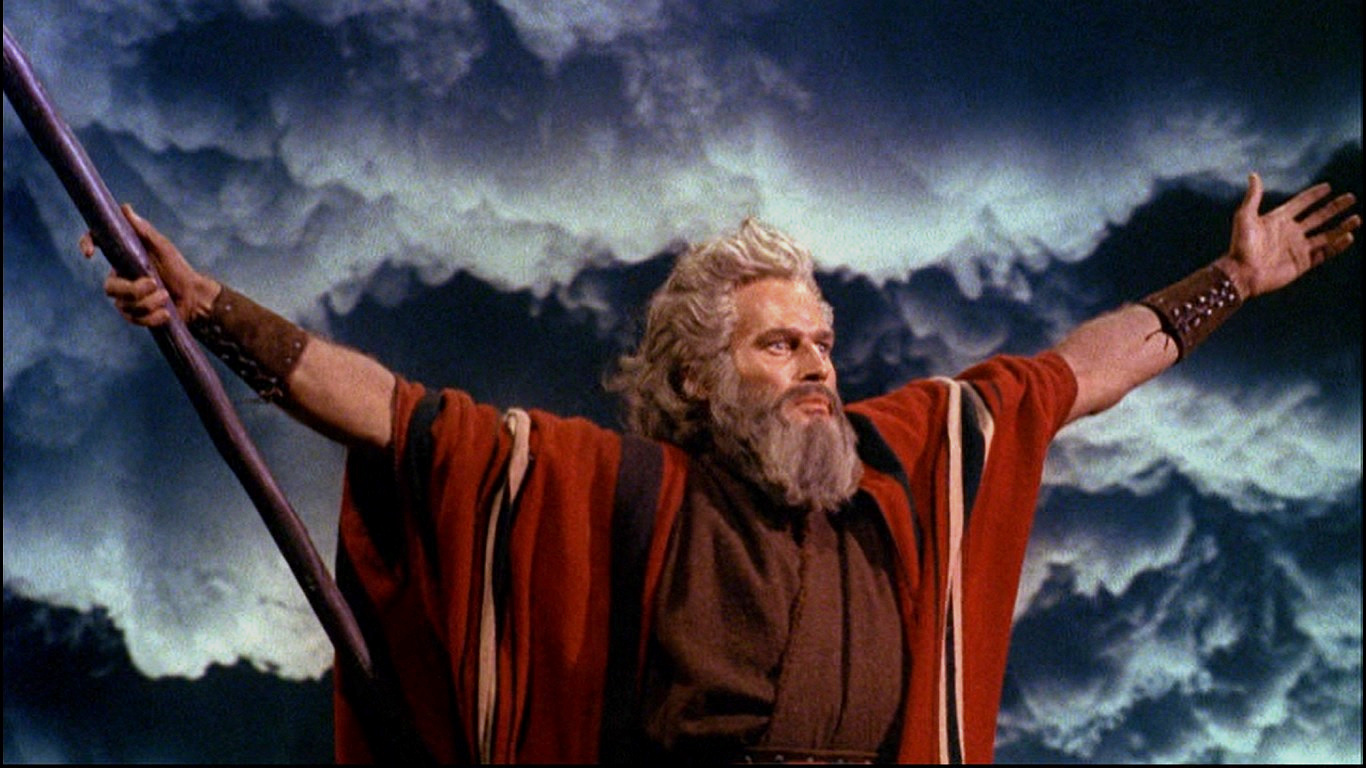
Mosè (Charlton Heston) apre le acque del Mar Rosso

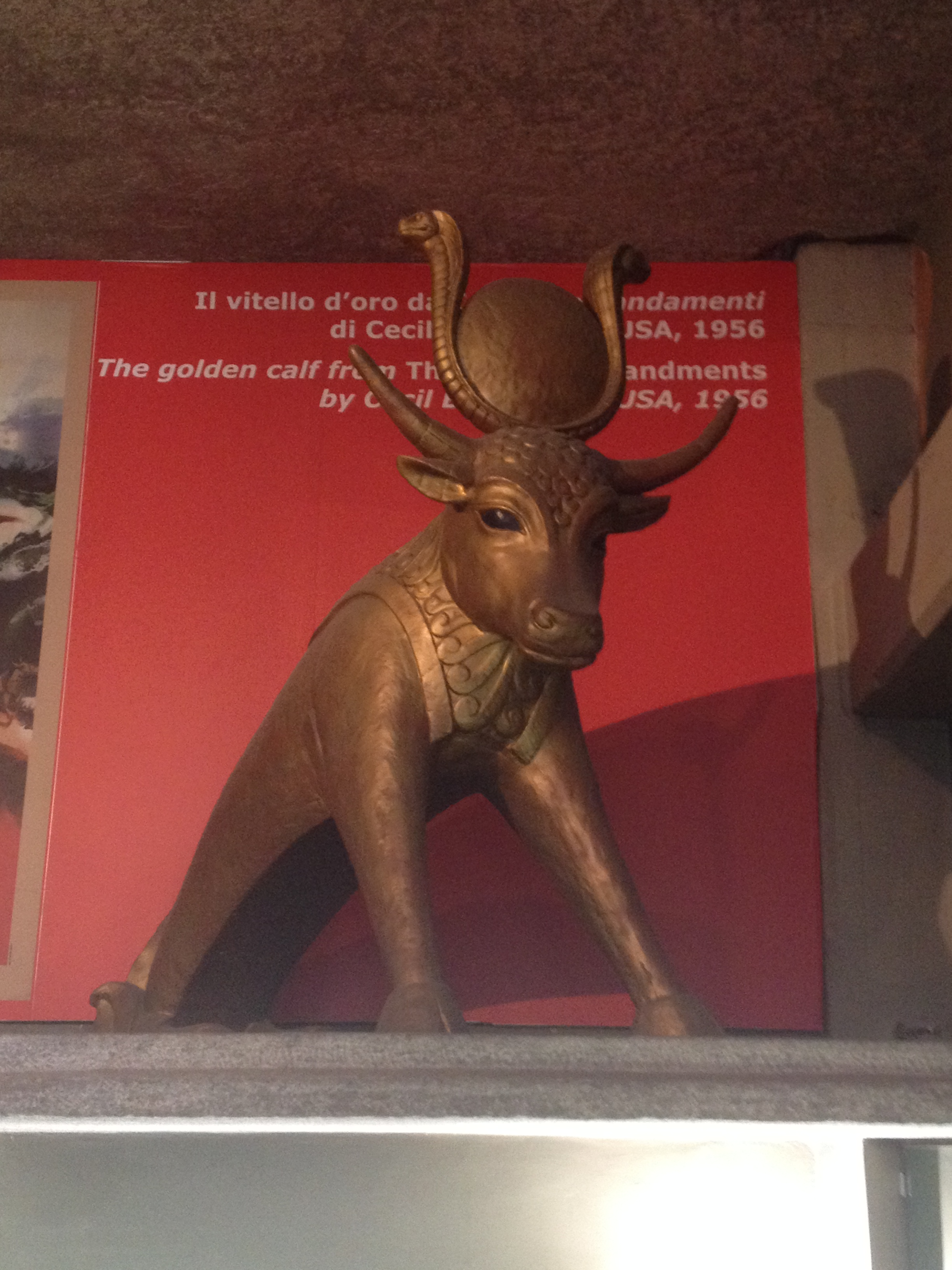
Il vitello d'oro utilizzato nel film, attualmente conservato al Museo nazionale del cinema a Torino

Dopo un lungo cammino, gli ebrei giungono alle pendici del Sinai e Mosè sale sulla cima, seguito dal sempre fedele Giosuè. Dopo quaranta giorni senza avere sue notizie, gli ebrei si consultano sul da farsi. Mentre Aronne, inascoltato, cerca di mantenere salda la fede nei suoi compagni, Dathan è sicuro che Mosè sia morto, appoggiato da una buona parte del popolo; stando a lui, la cosa migliore da fare, se non si vuole morire di fame, è tornare in Egitto con un idolo d'oro da donare al faraone. Aronne cerca invano di dissuaderli, ma viene costretto lui stesso a realizzare la statua raffigurante un vitello d'oro, realizzato con i bracciali e le collane delle donne fusi insieme ai tesori portati via dall'Egitto. Quasi tutti gli ebrei, tranne Lilia, Miriam, Sefora, Bithia e altri, iniziano infine a far festa, dando sfoggio di tutte le loro nefandezze.
Mosè, ignaro di tutto, chiede al Signore il perché di tanta attesa: Dio gli si manifesta sotto forma di una colonna di fuoco e stacca dalla roccia due tavole nelle quali incide i dieci comandamenti. Scende poi dalla cima del monte annunciato dal corno di Giosuè, che ferma il sacrificio di Lilia al nuovo dio. Il profeta lancia il suo anatema contro coloro che hanno servito l'idolo d'oro e chiede alla gente che crede in lui di farsi avanti: molti scelgono di avvicinarsi a lui. Il profeta, furibondo contro coloro che hanno deciso di non riavvicinarglisi, lancia le tavole dei dieci comandamenti contro il vitello d'oro e dal cielo piovono fulmini, mentre la terra si apre. Dathan, il fratello Abiram e l'amico Core sprofondano nel baratro, mentre gli idolatri ardono nel fuoco generato dai fulmini.
Per quarant'anni il popolo vagò nel deserto, finché la generazione che aveva commesso idolatria si estinse; la nuova generazione ebraica arriva finalmente ai margini della Terra Promessa, ma Mosè non può entrarvi: non era stato del tutto fedele a Dio alle acque di Meriba e Dio gli aveva ordinato di contemplarla da lontano perché non gli sarebbe stato concesso di attraversare il Giordano. Ormai anziano e stanco, sale sul monte Nebo insieme a pochi fedeli e affida l'incarico di guida a Giosuè, compagno di tutte le sue peregrinazioni. Si avvera così come aveva detto Ramesse: così fu scritto e così fu fatto.

## Produzione

### Casting

#### Charlton Heston

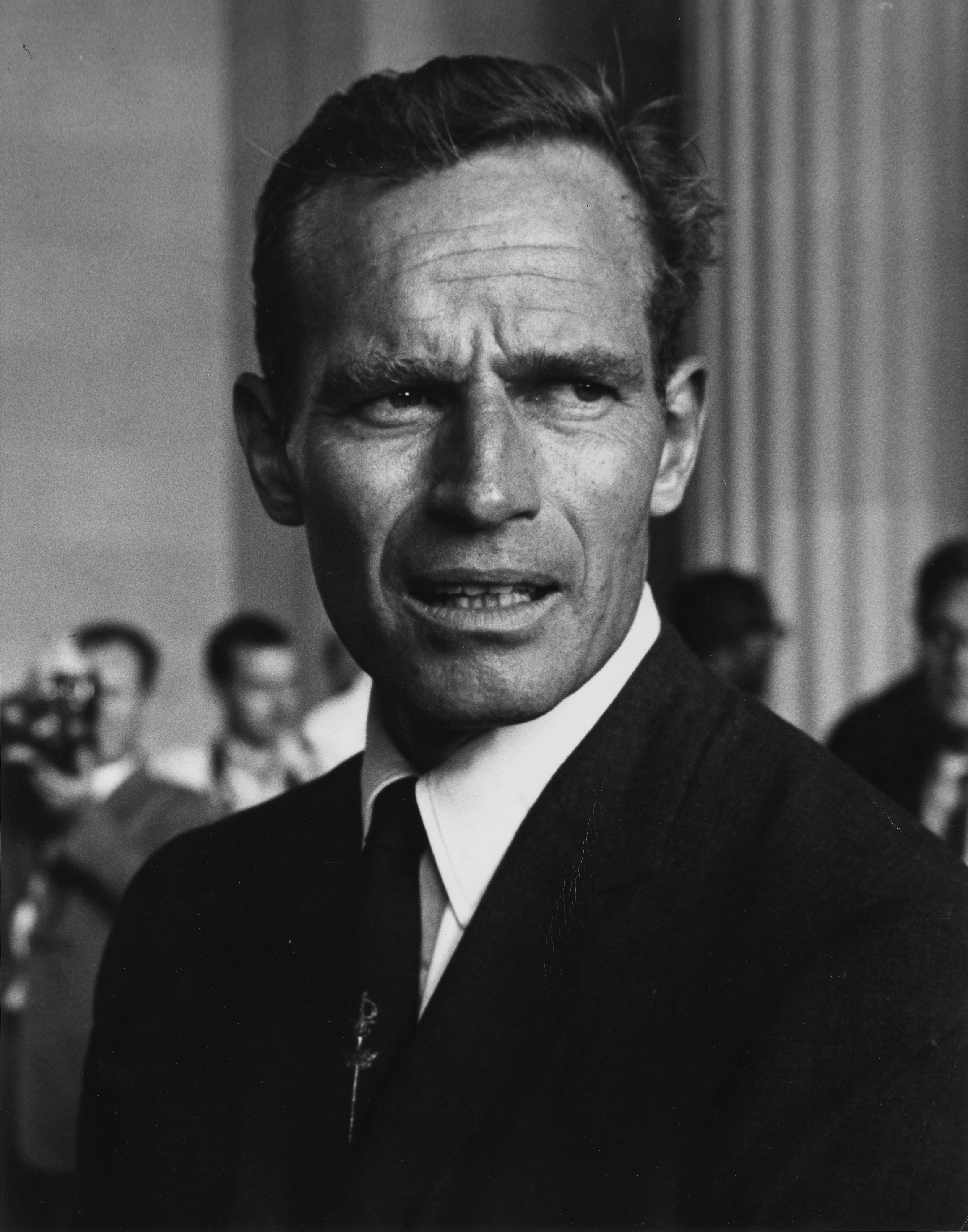
Charlton Heston, scelto per il ruolo di Mosè

Cecil B. DeMille voleva inizialmente affidare la parte di Mosè a William Boyd, ma questi rifiutò il ruolo per l'avvento della televisione. Henry Wilcoxon, l'attore che fungeva in quel tempo da produttore, notò un'impressionante somiglianza fra Charlton Heston e la statua del Mosè di Michelangelo. Fece disegnare la barba e i capelli della scultura su una foto dell'attore e la mostrò a DeMille che, durante un viaggio in Italia, constatò di persona la somiglianza e accettò di assegnare il ruolo a Heston, con il quale aveva già lavorato in una precedente pellicola, Il più grande spettacolo del mondo.
L'attore preparò scrupolosamente il proprio ruolo, documentandosi sulla figura di Mosè per capirne le emozioni e i sentimenti, e sulla storia dell'Egitto, per comprendere lo stile di vita di un principe dell'epoca e il modo in cui si sarebbe comportato.
La troupe, recatasi direttamente sul monte Sinai per girare alcune scene, alloggiò nell'antichissimo monastero di Santa Caterina, che è ai piedi del monte. Lo stesso Heston racconta che, la notte in cui alloggiarono nel monastero, l'abate invitò DeMille e lo stesso Heston a cena. Mentre discutevano, all'attore venne un'idea: “Signor DeMille, è mia impressione che se senti la voce di Dio, la senti dentro di te. Mi piacerebbe fare la voce di Dio che proviene dal roveto ardente”. Il regista pensava di non accettare la proposta, ma fu lo stesso abate a ritenere che non fosse affatto una cattiva idea. E così avvenne.
Vi è ancora un altro aneddoto sulla figura di Mosè e sulla sua realizzazione. I costumisti che disegnarono la tunica di Mosè in rosso, bianco e nero, scelsero quei colori perché davano una buona impressione sullo schermo, e solo in seguito scoprirono che erano i reali colori della tribù di Levi. La tunica venne poi donata da DeMille ad Arnold Friberg, il disegnatore del costume, che ne è ancora in possesso.

#### Altri componenti

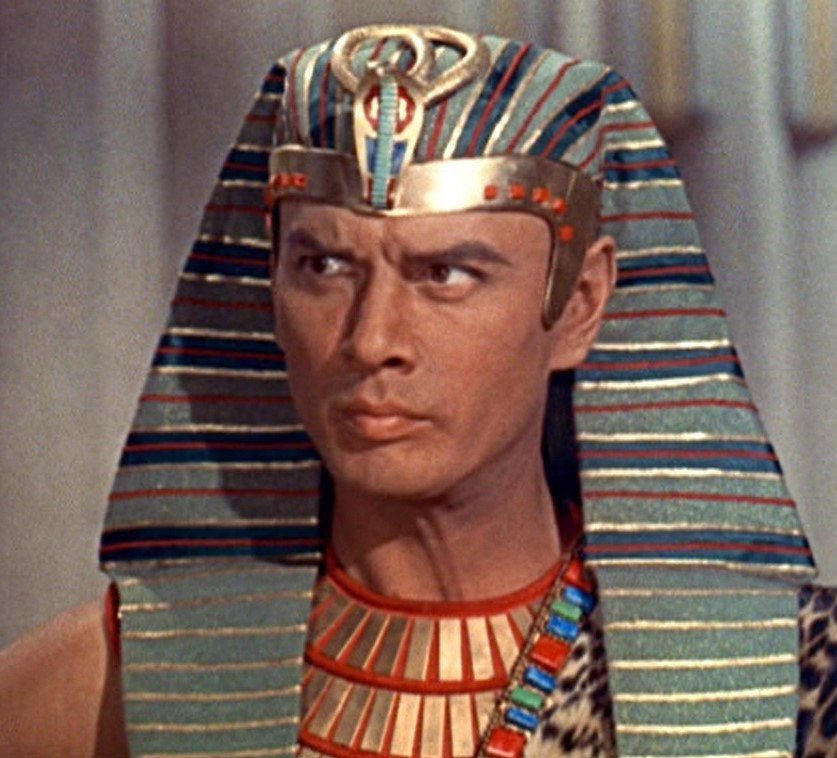
Yul Brynner nel ruolo di Ramesse

Il cast di attori non protagonisti dei Dieci comandamenti era imponente. Erano tre i pretendenti per il ruolo di Ramesse. Il favorito, in un primo momento, era William Holden. DeMille voleva però che Ramesse fosse rasato come nella realtà. La scelta cadde allora su Yul Brynner che, con il suo corpo muscoloso e i suoi lineamenti marcati, risultava ideale per un personaggio del calibro di Ramesse.
Per il ruolo di Nefertari la scelta fu dettata unicamente dal fisico del personaggio. DeMille aveva in mente Audrey Hepburn per quel ruolo. L'attrice, tuttavia, non aveva il fisico adatto per indossare i vestiti della principessa egiziana. Anne Baxter doveva già interpretare il ruolo di Sefora, la moglie di Mosè ma, quando DeMille le fece indossare le vesti e il copricapo di Nefertari, risultò perfetta nel ruolo della principessa egiziana e fu quindi scritturata per quel ruolo. Il personaggio di Sefora fu così affidato a Yvonne De Carlo.
Il ruolo di Dathan doveva originariamente essere interpretato da Jack Palance. Dathan e Mosè erano infatti, secondo alcuni testi, lontani cugini e secondo DeMille vi era qualche somiglianza fra Jack Palance e Charlton Heston. L'agente dell'attore chiese però di togliere diverse pagine dalla sceneggiatura perché non voleva che il suo cliente interpretasse la parte di un personaggio così negativo come Dathan. La scelta di DeMille cadde allora su Edward G. Robinson.

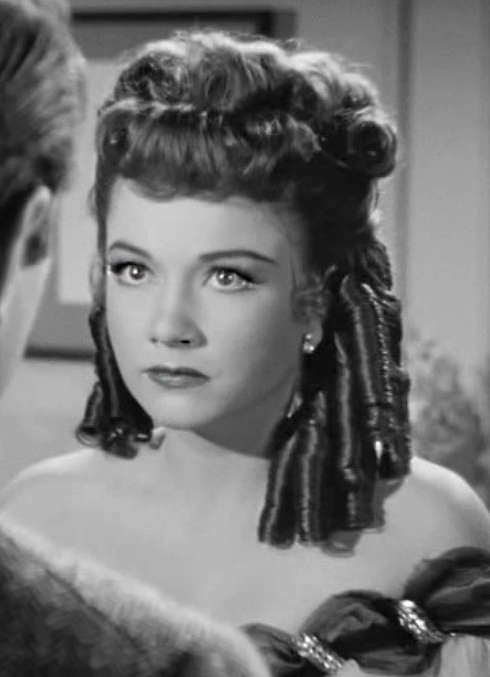
Anne Baxter in Eva contro Eva (1950)

Debra Paget fu scelta e scritturata da Henry Wilcoxon, il produttore e attore, che la preferì a numerose candidate fra cui Anna Maria Pierangeli, Piper Laurie, Jean Peters, Lori Nelson e Cathy O'Donnell. Nel libro in cui descrive la lavorazione del film, Katherine Orrison narra un aneddoto sul rapporto fra la Paget e DeMille: nella scena in cui Edward G. Robinson e la Paget discutono sul destino di Giosuè condannato a morte, l'attrice doveva rappresentare un personaggio sull'orlo del pianto. DeMille, per rendere il momento più realistico, la rimproverò aspramente prima della scena, così da farla realmente rattristare.
Giosuè doveva essere interpretato dal massiccio e muscoloso attore Clint Walker, ideale nel ruolo di un tagliapietre. Wilcoxon scelse però John Derek, seppur più gracile per quella parte, poiché aveva la stessa esperienza di Debra Paget.
Anche nella scelta delle comparse, DeMille fu intransigente. Gli attori che volevano interpretare il ruolo degli schiavi dovevano recarsi da lui personalmente e togliersi la camicia. Il regista avrebbe poi deciso se erano credibili come schiavi e se erano abbastanza abbronzati (tenuto conto che gli schiavi ebrei lavoravano sotto il sole africano).
DeMille ingaggiò inoltre il vero esercito egiziano per realizzare la scena del Mar Rosso e l'inseguimento degli israeliti da parte di Ramesse. Ricordiamo inoltre che l'auriga del faraone era Abbas El Boughdadly, maggiore nell'esercito e nipote adottivo di DeMille.

### Lavorazione
Il regista e la sua troupe passarono cinque anni in preproduzione: ogni scena aveva un proprio storyboard, infatti ci vollero 3 anni per sceneggiarlo, 2 per prepararlo, 20.000 comparse e 15.000 animali. Per la prima e unica volta nella sua carriera DeMille fece uso delle tecnologie del widescreen, per la precisione usò il VistaVision.
Nel giugno del 1954, 81 membri della troupe andarono in Egitto per iniziare a lavorare al film. Al loro arrivo 80 tecnici egiziani si unirono a loro. Ci vollero quattro mesi per cercare le location e costruire i set per gli esterni. DeMille arrivò solo ad ottobre e passò due mesi a visitare la penisola del Sinai e la valle dei Re; difatti venne scelto il piccolo monte Ras Safsafa per le scene del Monte Sinai, per il resto la pellicola vide sfruttare cittadine come: Abu Rudeis, Abu Ruwash e Luxor.
Giunti ad Alessandria il regista e il suo seguito si recarono a Beni Youssef, dove si trovava il set della porta della città egizia, con l'enorme valle delle sfingi. Le mura erano alte oltre 30 metri. Venivano usati i modelli delle strutture originali dell'Egitto. Per la scena dell'Esodo, vennero ingaggiati interi villaggi. Erano circa 20.000 comparse. Vennero tutti alloggiati in tende fuori dai cancelli di Beni Yusef. Durante la lavorazione Cecil B. DeMille ebbe un attacco di cuore e fu la figlia a prendere le redini del lavoro, sostenuta da gran parte della troupe. Dopo tre giorni il regista tornò comunque al lavoro.
Nel Natale del 1954, la troupe lasciò l'Egitto e tornò agli studi della Paramount di Hollywood. Le riprese furono completate a metà agosto dell'anno dopo. Tutti gli stage degli studi vennero modificati per dare spazio ai magnifici scenari del film; in questa occasione vennero sfruttati non solo i Paramount Studios di Hollywood, ma anche altre location come: il Red Rock Canyon State Park di Cantil, California, e la Monument Valley in Arizona.

### Effetti speciali
Per realizzare la scena dell'apertura delle acque, John P. Fulton utilizzò un abile espediente. C'erano delle enormi vasche all'interno degli studi della Paramount nelle quali furono versati 300.000 galloni d'acqua; l'immagine fu poi ripresa all'inverso, rendendo l'idea che le acque stessero rientrando, quando in realtà stavano cadendo. Per darle maggior consistenza, ispessirono l'acqua con della gelatina. L'allora giovanissimo Steven Spielberg rimase sbalordito da questa scena e vi fece esplicito riferimento nel remake d'animazione Il principe d'Egitto (1998) da lui prodotto.
Riguardo alle piaghe d'Egitto, durante la scena in cui il Nilo diventa di sangue, William Sapp, uno degli addetti agli effetti speciali, era sommerso nelle acque con una canna da giardino in mano. Non appena John Carradine, che svolgeva il ruolo di Aronne, colpì l'acqua con il bastone, dalla canna da giardino Sapp fece uscire un getto di vernice rossa. Riguardo a questa scena, si deve ricordare inoltre che il vaso che utilizza Yul Brynner per purificare il Nilo era stato costruito dallo stesso William Sapp e aveva due uscite, una per l'acqua pura e una per quella rossa. Bastava solo toccare un pulsantino per far così fuoriuscire l'acqua rossa e rendere l'idea che l'acqua si fosse tramutata in sangue.
Anche per la grandine infuocata William Sapp utilizzò originali idee. I chicchi di grandine che si vedono cadere dal cielo sono in realtà pop-corn buttati dagli assistenti di DeMille, posti sopra una pedana. L'animazione del fuoco verrà poi aggiunta in seguito.
DeMille aveva inserito nella sceneggiatura anche la piaga delle rane. Bill Sapp le costruì e furono messe in scena, girando così una scena in cui Anne Baxter veniva inseguita dalle rane. Benché realizzata alla perfezione e con molta professionalità, fu cancellata dalla pellicola perché sarebbe risultata comica agli spettatori.
In quanto ai dieci comandamenti e alla loro realizzazione per ordine divino, William Sapp si trovava dietro la parete su cui vengono scolpiti dalla colonna infuocata tenendo della polvere da sparo. Ogni volta che la fiamma divina sembrava colpire la parete, Sapp faceva esplodere la polvere da sparo, dando l'effetto del fuoco che scrive i comandamenti.
DeMille utilizzò diversi espedienti per rendere più realistica la pellicola: ad esempio ordinò di costruire le tavole dei dieci comandamenti con vero granito del Sinai. Nella scena in cui Yochebed sta per essere schiacciata fra i due blocchi di marmo, il regista aveva inserito dietro i blocchi un trattore in moto che veniva quindi trattenuto dalle comparse, che in tal maniera subivano davvero uno sforzo, rendendo così la scena più realistica.
Anche per la scelta dei costumi De Mille ordinò che vi fosse il massimo di storicità. Basandosi sui rilievi di Abu Simbel, raffiguranti la battaglia di Qadeš, e sulle statue del Nuovo Regno, vennero realizzate le armi di Ramesse (la spada che utilizza è stata comprata dal costumista del film Sinuhe l'egiziano) e gli abiti di Nefertari. I costumi vennero in seguito venduti e riutilizzati per il film Sinuhe l'egiziano ambientato alcuni anni prima, e precisamente nel periodo di regno di Akhenaton. Nel cast figurano personaggi che hanno lavorato anche sul set de I dieci comandamenti. 
In quanto alla storicità dei personaggi, DeMille sapeva molto bene che gli egiziani portavano un pesante trucco sugli occhi ma non volle inserire questo elemento nella pellicola, poiché era sicuro che il pubblico degli anni '50 non avrebbe mai accettato di vedere Mosè o il faraone con gli occhi truccati.

## Colonna sonora
Venne scelto originariamente Victor Young, che già aveva lavorato con DeMille nel precedente Il più grande spettacolo del mondo, per realizzare la colonna sonora dell'opera. Durante le riprese l'autore venne colpito però da una grave malattia che, dopo qualche anno, l'avrebbe portato alla morte.
Young decise dunque di affidare il compito a Elmer Bernstein, incaricato di comporre solo alcune musiche occasionali, quali ad esempio il ballo delle figlie di Ietro. Il giovane Bernstein, per intercessione di Young e del capo del dipartimento di musica, Roy Fiesta, riuscì a ottenere la sua candidatura.
Lavorò ininterrottamente per tre mesi al fine di registrare le musiche adatte per la pellicola. Egli stesso narrò in un aneddoto, riportato in uno dei documentari inseriti nel DVD, che, prima di orchestrare i brani, egli stesso lo suonava al piano in presenza di DeMille che di conseguenza accettava o meno di inserire il brano nella pellicola.

### Tracce
Le musiche dell'epico film di DeMille, realizzate da Elmer Bernstein, vennero rimasterizzate e rieditate diverse volte e in diversi volte, per 6 volte in formato CD, e per ben 15 volte in formato LP. Le musiche, in complessivo, hanno una durata di ben 2 ore e 19 minuti.
1. Overture (01:36)
2. Main title - Prologue (05:40)
3. Slaying of the first born - in the bulrushes (04:24)
4. Nefritiri (00:54)
5. Throne room (01:55)
6. Love and ambition (03:55)
7. The bitter life (03:24)
8. Temple grainery (01:11)
9. Treasure city (04:32)
10. Death of Memnit (02:09)
11. The hard bondage (02:10)
12. The mud pits (03:58)
13. Nefretiri's barge - Death of Baka (07:53)
14. Egyptian dance (02:22)
15. Farewell to Moses (03:18)
16. Dathan and Lilia (01:09)
17. Exile - The crucible of God (04:08)
18. Jethro's daughters (02:17)
19. The holy mountain (03:24)
20. Bedouin dance (01:30)
21. Moses and Sephora (06:10)
22. Burning bush - End of act one (06:16)
23. Intermission music (02:42)
24. Thus sayeth the Lord (04:06)
25. Bricks without straw (00:42)
26. Lily at the well (01:28)
27. Blessing of the waters (00:26)
28. The water turns to blood (01:28)
29. Days of darkness (01:49)
30. The plagues (04:25)
31. Freedom! (02:20)
32. Exodus part one (07:08)
33. Exodus part two (02:55)
34. The wrath of the Pharaoh (03:28)
35. The red sea (08:21)
36. Orgy complete (09:59)
37. Destruction and finale (03:52)
38. Exit music (05:22)

## Promozione

### Slogan
- The Greatest Event in Motion Picture History
- It would take more than a man to lead the slaves from bondage. It would take a God.
- Paramount Pictures is proud to announce the return of the greatest motion picture of all time! (riedizione del 1966)

## Distribuzione

### Date di uscita e titoli internazionali
| Date di uscita e titoli | Date di uscita e titoli | Date di uscita e titoli |
| Paese                   | Data                    | Titolo                  |
| ----------------------- | ----------------------- | ----------------------- |
| Stati Uniti             | 5 ottobre 1956          | The ten commandments    |
| Regno Unito             | 3 dicembre 1956         | The ten commandments    |
| Italia                  | 29 giugno 1957          | I dieci comandamenti    |
| Francia                 | 17 gennaio 1958         | Les dix commandements   |
| Germania                | 17 febbraio 1958        | Die zehn Gebote         |
| Giappone                | 5 marzo 1958            | 十戒                    |
| Austria                 | 26 settembre 1958       | Die zehn Gebote         |
| Svezia                  | 26 novembre 1960        | De tio budorden         |

## Accoglienza
Un investimento di 13 milioni di dollari e un incasso immediato di 43 e totale di 80 (per incassi rivalutati, nel 2000 il film era ancora tra i primi dieci del mondo), fece di questo film un colossal cinematografico. Un uso incredibile di effetti speciali stupì il pubblico di tutto il mondo.
Il film venne candidato a 7 Oscar:
- 1957 - Premio Oscar
  - Migliori effetti speciali a John P. Fulton
  - Nomination Miglior film a Cecil B. DeMille
  - Nomination Migliore fotografia a Loyal Griggs
  - Nomination Migliore scenografia a Hal Pereira, Walter H. Tyler, Albert Nozaki, Sam Comer e Ray Moyer
  - Nomination Migliori costumi a Edith Head, Ralph Jester, John Jensen, Dorothy Jeakins e Arnold Friberg
  - Nomination Miglior montaggio a Anne Bauchens
  - Nomination Miglior sonoro a Loren L. Ryder
- 1957 - Golden Globe
  - Nomination Miglior attore in un film drammatico a Charlton Heston
- 1956 - National Board of Review Award
  - Miglior attore protagonista a Yul Brinner
- 1956 - New York Film Critics Circle Awards
  - Nomination Miglior attore protagonista a Yul Brynner
- 1960 - Fotogramma d'argento
  - Miglior attore straniero a Charlton Heston
- 1957 - Boxoffice Magazine Awards
  - Miglior film del mese per tutta la famiglia (Gennaio) a Cecil B. DeMille
- 1957 - Photoplay Awards
  - Premio Speciale (per la creazione di una delle più grandi esperienze religiose ed emozionali) a Cecil B. DeMille

Il 27 marzo 1957 durante la 29ª edizione della cerimonia di premiazione degli Oscar il film vinse la statuetta per gli effetti speciali.
Grazie all'interpretazione di Mosè, Charlton Heston ebbe una nomination al Golden Globe come miglior attore protagonista.
Nel 1999 è stato inserito fra i film preservati dal National Film Registry presso la Biblioteca del Congresso in quanto «culturalmente, storicamente o esteticamente significativi».
Per anni la pellicola venne trasmessa nelle chiese cristiane e nelle sinagoghe ebraiche. La televisione trasmetteva il film in occasione della Domenica delle Palme e della Pasqua sia cristiana che ebraica.

### Critica e riconoscimenti
Morando Morandini assegna nel suo dizionario 2 stelle al film su un massimo di 5, definendolo un "Cocktail di grandiosità spettacolare" per evidenziarne i meriti tecnici e produttivi ma mettendo contemporaneamente in risalto anche i difetti, dovuti principalmente all'esagerazione stilistica e alla sua prolissità.
(Laura e Morando Morandini, Telesette)
Diversamente Pino Farinotti nel suo dizionario del cinema assegna al film addirittura 5 stelle, il maggior voto possibile. Nella sua recensione Farinotti definisce il film come un'opera meritevolissima e troppo spesso considerata ingiustamente inferiore ai grandi capolavori di Hollywood; scrive inoltre:
Anche Francesco Minnini si esprime favorevolmente, scrivendo:
(Francesco Mininni, Magazine italiano tv.)
Nella lista AFI's 100 Years... 100 Heroes and Villains, Mosè è il numero 43 nella lista degli eroi del cinema, mentre il film figura alla posizione 79 nella lista de AFI's 100 Years... 100 Cheers.

## Distribuzione Home Video

### Edizioni DVD
Il film in Italia ha avuto tre edizioni diverse DVD. La prima versione è stata pubblicata il 30 marzo 1999, composta di un'edizione a due dischi. La seconda edizione è stata invece commercializzata a partire dal 9 marzo 2004, composta anch'essa di una versione a due dischi. La terza edizione è stata pubblicata il 21 marzo 2006, una versione speciale a tre dischi in occasione del 50º anniversario dell'uscita della pellicola.

### Edizioni Blu-ray
La prima versione italiana del film in Blu-ray è uscita nel 2012 ed è composta da due dischi, che dividono il film in due parti. Una seconda edizione è stata pubblicata invece nel 2013, in Digibook, anch'essa in due dischi.

## Remake
Cecil B. DeMille si era già cimentato nel descrivere la biblica storia dell'Esodo circa trent'anni prima. Nel 1923 infatti esordì nel filone biblico con la versione muta de I dieci comandamenti, con Theodore Roberts nel ruolo di Mosè e Charles de Rochefort in quello di Ramesse. Rispetto al remake del 1956 l'edizione originale ha una seconda parte di ambientazione contemporanea di non grande interesse.
Con un esorbitante budget a disposizione, DeMille realizzò un'opera rimasta famosa per la plasticità e la grandiosità delle scene di massa, per l'uso sperimentale di alcune riprese in Technicolor e per le inquadrature subacquee degli egiziani travolti dal mare.
Alcuni momenti del film del 1956 vennero completamente estrapolati dalla versione del 1923. È possibile notare, ad esempio, la scena in cui Ramesse sale sopra il proprio cocchio, deciso a inseguire gli israeliti. Nella versione muta il faraone entra in una porta posta a destra per salire sul carro, posto invece a sinistra. Nel film del 1956 invece, Yul Brynner entra in una porta posta a sinistra per salire poi su un carro, posto a destra. DeMille voleva ricordare attraverso quelle riprese la sua precedente pellicola che, fino a quegli anni, era uno dei più grandi capolavori del cinema di Hollywood.
DeMille riutilizzò gli stessi assistenti anche nel film del 1956. Ricordiamo ad esempio Julia Faye che, nella versione muta del 1923, interpretò il ruolo della regina Nefertari, mentre in quella sonora del 1956 la moglie di Aronne, Elisheba.
Il Principe d'Egitto
Oltre ad essere un remake della pellicola del 1923, il famoso colossal di DeMille del 1956 non mancò di un film animato della DreamWorks del 1998 dal nome Il principe d'Egitto.

## Discordanze col racconto biblico
Ci sono molte differenze fra la storia originale dell'Esodo e quella raccontata nella pellicola. Nel film, Yochebed, la madre di Mosè, lavora come schiava durante la costruzione della città del tesoro. I leviti però non vennero mai asserviti, e questo DeMille lo sapeva bene. In una scena infatti Yochebed dice: “Noi siamo Leviti, pastori scelti per Israele”. Se Mosè voleva diventare schiavo come gli altri ebrei allora doveva rinunciare ai privilegi da levita.

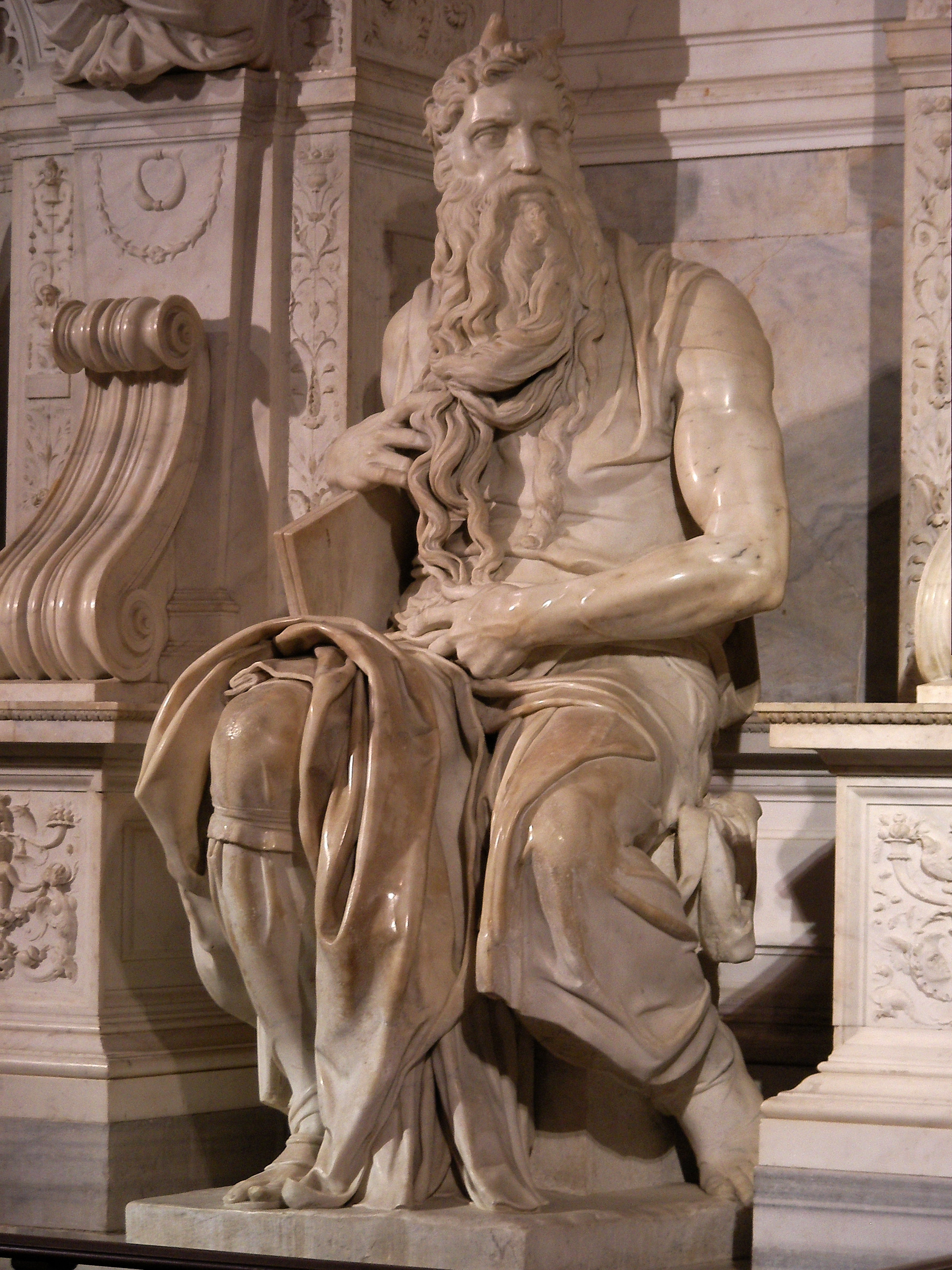
Il Mosè di Michelangelo, statua a cui si ispirò Cecil B. DeMille per la scelta di Charlton Heston

Sono omessi alcuni racconti presenti nel Libro dell'Esodo, come la storia delle nutrici che non vollero uccidere i bambini maschi (Sifra e Pua), l'attacco degli Amaleciti, la circoncisione del figlio di Mosè da parte di Sefora, il dono della manna dal cielo, delle quaglie e dell'acqua.
La principessa etiope che entra insieme a Woody Stroode rappresenta la moglie etiope di Mosè, che viene nominata anche nel Libro dei Numeri (secondo alcuni la moglie definita "etiope" nel senso di straniera era in realtà Sefora). È per questo che Nefertari non la guarda di buon occhio. Nel film si allude al fatto che Mosè, ancora Principe d'Egitto, abbia una relazione con la principessa Nefertari (che nel film diventerà poi sposa di Ramesse). Nella Bibbia non si fa menzione alcuna di tutto ciò.
I faraoni nel film sono tre: Ramesse I, Seti e Ramesse II. Nel testo biblico il faraone dell'Esodo viene chiamato sempre e solo "Faraone". È da notare che ogni sovrano ha una sala del trono differente, a seconda del regime di governo utilizzato: oscura la sala di Ramesse I, luminosa quella di Seti, color seppia e senza pitture murali quella di Ramesse II.
Alcuni errori invece riguardano i fatti nella struttura cronologica. Mosè dedica a Seti, durante la costruzione della città, una stele per commemorare la battaglia del faraone sugli Hittiti a Qadeš, battaglia che non fu fatta da Seti, ma da Ramesse II. Sembra quasi che il regista voglia invece raffigurare il Seti fittizio come il Ramesse storico e Ramesse come il suo erede Merenptah. Solo così si spiegherebbe un errore simile. Vediamo inoltre come Seti muoia in età avanzata dopo un lungo regno, quando in verità il faraone morì dopo soli 11 anni di governo, mentre fu Ramesse a comandare per ben 66 anni.

Nella Bibbia non viene menzionata la moglie del faraone. Nel film invece Nefertari, la moglie di Ramesse, ha un ruolo dominante. E quando nell'Esodo si scrive: 
 nel film vi è un riferimento a Nefertari come strumento ignaro nelle mani del Signore.
Nella pellicola Mosè, ancora principe, è un comandante militare che rende gli etiopi suoi alleati. Questa notizia è desunta dai testi di Giuseppe Flavio e non dalla Bibbia.

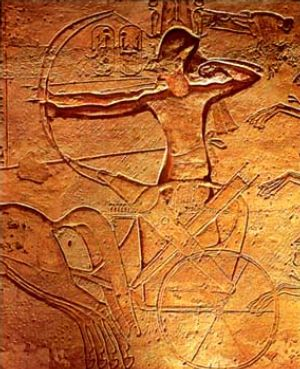
Ramesse II nella battaglia di Qadeš

Nell'Esodo viene detto che Mosè, prima di uccidere l'egiziano, controllò se ci fosse qualcuno e dopo l'assassinio fuggì a Madian. Nella pellicola invece Mosè uccide l'egiziano Baka senza contare di essere visto (infatti verrà facilmente scoperto da Dathan) e non fugge via, ma rimane in Egitto, dove viene catturato ed esiliato.
Nella Bibbia è scritto che i madianiti sono i discendenti di Madian, figlio di Abramo e della sua concubina Chetura, ma secondo il film discendono da Ismaele, figlio di un'altra concubina di Abramo, Agar, antenato di Maometto padre della religione islamica.
Nella pellicola vi è l'arrivo di Giosuè sul monte Sinai, quando Mosè vive come un pastore, per chiedergli di tornare in Egitto per liberare gli schiavi. Avvenimento non menzionato nella Bibbia.
Nella Bibbia, Mosè chiede a Dio di non farlo divenire liberatore perché balbetta. Il Mosè di DeMille dice solo che non sa cosa dire al faraone, parla lentamente, ma in maniera fluida.
Nella Bibbia, il faraone non ordina l'uccisione dei primogeniti ebrei. La notizia è desunta dal Midrash, che spiega così l'origine della decima piaga.
Nell'Esodo Miriam incita il popolo a cantare di gioia perché Dio li ha salvati dalle armate del faraone. Nel film gli ebrei rimangono sbalorditi all'evento e si limitano a pregare, seguendo le parole di Mosè.
La rivolta di Cora avviene molto dopo la discesa di Mosè dal monte Sinai. Capo della ribellione non è nel film Cora, ma Dathan. Cora sembra quasi un personaggio di supporto.
Altro possibile errore, è il fatto che il faraone sopravvive alla distruzione degli egiziani durante il riversarsi delle acque sul Mar Rosso. Anche se nel libro di Esodo non troviamo specificamente che il faraone morì, nel Salmo 136:15 si afferma in effetti che Dio “scosse Faraone e le sue forze militari nel Mar Rosso”. Nel Salmo vi si legge del ringraziamento del popolo ‘a Colui che abbatté l'Egitto nei loro primogeniti, Colui che fece uscire Israele di mezzo a loro con mano forte e con braccio steso, Colui che divise il Mar Rosso in parti, e che fece passare Israele in mezzo ad esso, e che scosse Faraone e le sue forze militari nel Mar Rosso'. Perciò il libro dei Salmi integra il racconto dell'Esodo indicando che l'orgoglioso faraone che opprimeva gli israeliti morì nel Mar Rosso. Tuttavia non è detto che s'intenda che il faraone sia morto, scosso potrebbe semplicemente significare sconfitto o umiliato.
Nella Bibbia, inoltre, la condanna da parte di Dio dei 40 anni di peregrinazione nel deserto non avviene in seguito al peccato del vitello d'oro, ma in seguito al cattivo rapporto fatto da 10 dei 12 esploratori mandati ad esplorare Canaan, come si legge nel capitolo 14 del libro biblico di Numeri, a causa della loro mancanza di fede in Dio.